# Repubblica Rauraciana
La repubblica Rauraciana o repubblica Rauracica o Rauracia (in tedesco Raurachische Republik; "repubblica dei Raurici", popolazione celtica pre-romana) fu una delle repubbliche sorelle istituite negli anni successivi alla rivoluzione francese e occupava pressappoco gli odierni territori del Canton Giura in Svizzera, attorno al locale massiccio. Il territorio comprendeva la parte settentrionale del vescovato di Basilea che faceva parte del Sacro Romano Impero.
La repubblica ebbe vita breve; dopo la proclamazione del 17 dicembre 1792, il territorio venne annesso alla Prima Repubblica francese il 23 marzo 1793. Nel 1815, dopo l'epopea napoleonica, il territorio fu spartito tra i cantoni di Basilea e Berna, e oggigiorno corrisponde largamente al Canton Giura.

## Storia
Già durante l'estate del 1790, ispirata dai moti della rivoluzione francese, la popolazione del Giura, soprattutto del nord, cominciò a manifestare il proprio malcontento nei confronti del clero che costituiva la classe dominante del principato vescovile. In seguito allo scoppio dei primi disordini fu formato un comitato rivoluzionario che richiese la convocazione degli Stati Generali in seguito alle pressioni delle corporazioni di Porrentruy.
Preoccupato per l'evoluzione degli eventi il principe vescovo di Basilea Joseph von Roggenbach chiese aiuto all'imperatore, il quale inviò, nella primavera del 1791, un contingente armato austriaco che si accampò a Porrentruy. Il 20 aprile 1792 la Francia dichiarò guerra all'Austria e il 30 aprile le armate rivoluzionarie entrarono nel vescovato al fine di respingere gli austriaci divenuti nemici in ottemperanza ad un'alleanza del 1780. Le truppe francesi occuparono la parte tedesca del vescovato ma non attraversarono i confini dei baliaggi meridionali, rispettando così la neutralità svizzera, almeno fino al 1797. Il principe vescovo nel frattempo abbandonò il suo castello e si rifugiò a Bienne, mantenendo un sorta di controllo solo nel territorio meridionale del vescovato.
Il rivoluzionario originario del Giura Joseph Antoine Rengguer si unì subito all'esercito francese con i suoi sostenitori e un'assemblea nazionale fu convocata nel corso della quale, il 19 dicembre 1792 fu proclamata la decadenza del principe vescovo e la creazione della repubblica Rauraciana; Rengguer fu nominato presidente dell'assemblea nazionale. La situazione tuttavia non si normalizzò; i sostenitori della rivoluzione non riuscirono a trovare un accordo nel corso di due assemblee tant'è che alla terza assemblea fu votata sotto minaccia armata transalpina l'annesione alla Francia rivoluzionaria, convalidata da un referendum sul cui risultato gravano sospetti di ingerenze e pressioni del governo rivoluzionario francese.
Il 21 marzo 1793 la convenzione nazionale ratifica il risultato con l'annessione alla repubblica francese nella forma di un nuovo dipartimento, il Mont-Terrible, accorpandone il Principato di Montbéliard ceduto dal Württemberg.
A differenza delle altre repubbliche sorelle della Francia rivoluzionaria, la Rauraciana non adottò mai una bandiera nazionale e come stemma usò il fascio littorio francese.